# Pomacentrus auriventris
Pomacentrus auriventris és una espècie de peix de la família dels pomacèntrids i de l'ordre dels perciformes.

## Morfologia
Els mascles poden assolir els 5,5 cm de longitud total.

## Distribució geogràfica
Es troba des de Micronèsia fins a Indonèsia. També a l'Illa Christmas.